# Йозеф Ігнац Байза
Йозеф Ігнац Байза (словац. Jozef Ignác Bajza, *5 березня 1755, Предміер — †1 грудня 1836) — словацький католицький поет, сатирик часів держави Габсбургів.

## Життєпис
Походив з заможної селянської родини. Народився у 1755 році у м.Предміер. Про молоді роки немає відомостей. У 1777 році вивчав богослов'я у Відні. Після закінчення навчання у 1780 році стає священиком при капітулі у м. Трнава. Тоді ж захопився літературою, починає складати перші епіграми.
У 1783 році призначається священиком у Нижньому Дубові, де перебував до 1805 року. На цій посаді відстоював інтереси католицької церкви від зазіхань впливових магнатів. У 1805 році очолює приход до Сениці (Словаччина). У 1815 році стає священиком у с. Збегі. У 1828 році призначається каноніком у Прессбурзі (сучасна Братислава), де й помирає у 1836 році.

## Творчість
Найбільше значення літературної спадщини Байзи полягає в тому, що він написав перший роман словацькою мовою — «Юнака Рене пригоди і випробування» (1783—1785 роки). Він сповнений критичними замальовками соціальних відносин в Словаччині.
У 1782 році видав збірку віршів «Різні вірші» (було видано спочатку у Прессбурзі, а потім у Відні). Для цього авторові довелося подолати цензурні перепони. У 1794 році видає збірку своїх епіграм у 2-х частинах. У 1795 році написав Книгу анекдотів, гумористичних оповідань, загадок.